# Andromeda (Fernsehserie)/Episodenliste
Diese Episodenliste enthält alle Episoden der US-amerikanisch-kanadischen Fernsehserie Andromeda, sortiert nach der US-amerikanischen Erstausstrahlung. Zwischen 2000 und 2005 entstanden in fünf Staffeln insgesamt 110 Episoden mit einer Länge von jeweils etwa 40 Minuten.

## Übersicht
| Staffel | Episodenanzahl | Erstausstrahlung USA | Erstausstrahlung USA | Deutschsprachige Erstausstrahlung | Deutschsprachige Erstausstrahlung |
| Staffel | Episodenanzahl | Staffelpremiere      | Staffelfinale        | Staffelpremiere                   | Staffelfinale                     |
| ------- | -------------- | -------------------- | -------------------- | --------------------------------- | --------------------------------- |
| 1       | 22             | 2. Oktober 2000      | 14. Mai 2001         | 5. September 2001                 | 8. Mai 2002                       |
| 2       | 22             | 1. Oktober 2001      | 18. Mai 2002         | 8. Mai 2002                       | 8. Juli 2003                      |
| 3       | 22             | 21. September 2002   | 12. Mai 2003         | 9. Juli 2003                      | 3. Dezember 2003                  |
| 4       | 22             | 29. September 2003   | 17. Mai 2004         | 30. Oktober 2004                  | 2. August 2006                    |
| 5       | 22             | 24. September 2004   | 13. Mai 2005         | 18. April 2007                    | 1. August 2007                    |

## Staffel 1
Die Erstausstrahlung der ersten Staffel war vom 2. Oktober 2000 bis zum 14. Mai 2001 auf dem US-amerikanischen Sender Syfy zu sehen. Die deutschsprachige Erstausstrahlung fand vom 5. September 2001 bis zum 8. Mai 2002 auf dem Sender RTL II statt.
| Nr. (ges.) | Nr. (St.) | Deutscher Titel             | Originaltitel                      | Erstausstrahlung USA | Deutschsprachige Erstausstrahlung (D) | Regie             | Drehbuch                                                       |
| ---------- | --------- | --------------------------- | ---------------------------------- | -------------------- | ------------------------------------- | ----------------- | -------------------------------------------------------------- |
| 1          | 1         | Die lange Nacht             | Under the Night                    | 2. Okt. 2000         | 5. Sep. 2001                          | Allan Kroeker     | Robert Hewitt Wolfe                                            |
| 2          | 2         | Fiat Lux                    | An Affirming Flame                 | 9. Okt. 2000         | 5. Sep. 2001                          | Brenton Spencer   | Robert Hewitt Wolfe                                            |
| 3          | 3         | Die Erleuchtung             | To Loose the Fateful Lightning     | 16. Okt. 2000        | 12. Sep. 2001                         | Brenton Spencer   | Matt Kiene & Joe Reinkemeyer                                   |
| 4          | 4         | D Minus Zero                | D Minus Zero                       | 23. Okt. 2000        | 19. Sep. 2001                         | Allan Eastman     | Ashley Miller & Zack Stentz                                    |
| 5          | 5         | Doppelhelix                 | Double Helix                       | 30. Okt. 2000        | 26. Sep. 2001                         | Mike Rohl         | Matt Kiene & Joe Reinkemeyer                                   |
| 6          | 6         | Die große Schlacht          | Angel Dark, Demon Bright           | 6. Nov. 2000         | 3. Okt. 2001                          | Allan Eastman     | Robert Hewitt Wolfe                                            |
| 7          | 7         | Philosophie des Todes       | The Ties That Blind                | 13. Nov. 2000        | 10. Okt. 2001                         | David Warry-Smith | Ethlie Ann Vare Idee: Ashley Miller & Zack Stentz              |
| 8          | 8         | Reise in die Vergangenheit  | The Banks of the Lethe             | 20. Nov. 2000        | 17. Okt. 2001                         | David Winning     | Ashley Miller & Zack Stentz                                    |
| 9          | 9         | Planet der Verdammten       | A Rose in the Ashes                | 27. Nov. 2000        | 24. Okt. 2001                         | David Warry-Smith | Ethlie Ann Vare                                                |
| 10         | 10        | Tödliches Gipfeltreffen     | All Great Neptune’s Ocean          | 15. Jan. 2001        | 31. Okt. 2001                         | Allan Harmon      | Walter Jon Williams                                            |
| 11         | 11        | Durchs Auge mitten ins Herz | The Pearls That Were His Eyes      | 22. Jan. 2001        | 7. Nov. 2001                          | David Winning     | Ethlie Ann Vare                                                |
| 12         | 12        | Pax Magellanic              | The Mathematics of Tears           | 29. Jan. 2001        | 14. Nov. 2001                         | T.J. Scott        | Matt Kiene & Joe Reinkemeyer Idee: Ashley Miller & Zack Stentz |
| 13         | 13        | Der Heilige Gral            | Music of a Distant Drum            | 5. Feb. 2001         | 21. Nov. 2001                         | Allan Kroeker     | Robert Hewitt Wolfe                                            |
| 14         | 14        | Genie an Bord               | Harper 2.0                         | 12. Feb. 2001        | 28. Nov. 2001                         | Richard Flower    | John Whelpley                                                  |
| 15         | 15        | Erzwungene Einsichten       | Forced Perspective                 | 19. Feb. 2001        | 5. Dez. 2001                          | George Mendeluk   | Matt Kiene & Joe Reinkemeyer                                   |
| 16         | 16        | Die Summe aller Teile       | The Sum of Its Parts               | 26. Feb. 2001        | 12. Dez. 2001                         | David Winning     | Steven Barnes Idee: Celeste Chan Wolfe                         |
| 17         | 17        | Das Tagebuch des Hasturi    | Fear and Loathing in the Milky Way | 9. Apr. 2001         | 26. Dez. 2001                         | David Warry-Smith | Ashley Miller & Zack Stentz                                    |
| 18         | 18        | Die Schlange im Paradies    | The Devil Take the Hindmost        | 16. Apr. 2001        | 19. Dez. 2001                         | Allan Eastman     | Ashley Miller & Zack Stentz                                    |
| 19         | 19        | Eine Frage der Ehre         | The Honey Offering                 | 23. Apr. 2001        | 16. Jan. 2002                         | Brad Turner       | Matt Kiene & Joe Reinkemeyer                                   |
| 20         | 20        | Erzengel Gabriel            | Star-Crossed                       | 30. Apr. 2001        | 2. Jan. 2002                          | David Warry-Smith | Ethlie Ann Vare                                                |
| 21         | 21        | Die Odyssee                 | It Makes a Lovely Light            | 7. Mai 2001          | 9. Jan. 2002                          | Michael Robison   | Ethlie Ann Vare                                                |
| 22         | 22        | Feinde an Bord              | Its Hour Come ’Round at Last       | 14. Mai 2001         | 8. Mai 2002                           | Allan Eastman     | Robert Hewitt Wolfe                                            |

## Staffel 2
Die Erstausstrahlung der zweiten Staffel war vom 1. Oktober 2001 bis zum 18. Mai 2002 auf dem US-amerikanischen Sender Syfy zu sehen. Die deutschsprachige Erstausstrahlung fand vom 8. Mai 2002 bis zum 8. Juli 2003 auf dem Sender RTL II statt.
| Nr. (ges.) | Nr. (St.) | Deutscher Titel               | Originaltitel                   | Erstausstrahlung USA | Deutschsprachige Erstausstrahlung (D) | Regie             | Drehbuch                                              |
| ---------- | --------- | ----------------------------- | ------------------------------- | -------------------- | ------------------------------------- | ----------------- | ----------------------------------------------------- |
| 23         | 1         | Der Geist des Abyss           | The Widening Gyre               | 1. Okt. 2001         | 8. Mai 2002                           | Allan Eastman     | Robert Hewitt Wolfe                                   |
| 24         | 2         | Auf verlorenem Posten         | Exit Strategies                 | 8. Okt. 2001         | 15. Mai 2002                          | T.J. Scott        | Matt Kiene & Joe Reinkemeyer                          |
| 25         | 3         | Das falsche Herz              | A Heart for Falsehood Framed    | 15. Okt. 2001        | 22. Mai 2002                          | David Winning     | Ethlie Ann Vare                                       |
| 26         | 4         | Der Informant                 | Pitiless as the Sun             | 22. Okt. 2001        | 29. Mai 2002                          | Richard Flower    | Emily Skopov                                          |
| 27         | 5         | Zapfenstreich                 | Last Call at the Broken Hammer  | 29. Okt. 2001        | 5. Juni 2002                          | David Winning     | John Lloyd Parry Idee: Robert Hewitt Wolfe            |
| 28         | 6         | Planet Möbius                 | All Too Human                   | 5. Nov. 2001         | 12. Juni 2002                         | T.J. Scott        | Ashley Miller & Zack Stentz                           |
| 29         | 7         | Angriff der Nietzscheaner     | Una Salus Victus                | 12. Nov. 2001        | 19. Juni 2002                         | Allan Kroeker     | Ashley Miller & Zack Stentz                           |
| 30         | 8         | Heimatgefühle                 | Home Fires                      | 19. Nov. 2001        | 26. Juni 2002                         | Michael Robison   | Ethlie Ann Vare                                       |
| 31         | 9         | Das Labyrinth                 | Into the Labyrinth              | 26. Nov. 2001        | 3. Juli 2002                          | Brad Turner       | Ashley Miller & Zack Stentz                           |
| 32         | 10        | Königliche Hoheit             | The Prince                      | 19. Jan. 2002        | 10. Juli 2002                         | Allan Eastman     | Erik Oleson                                           |
| 33         | 11        | Aufstand der Sklaven          | Bunker Hill                     | 26. Jan. 2002        | 17. Juli 2002                         | Richard Flower    | Matt Kiene & Joe Reinkemeyer                          |
| 34         | 12        | Grenzgänger                   | Ouroboros                       | 2. Feb. 2002         | 24. Juli 2002                         | Jorge Montesi     | Robert Hewitt Wolfe                                   |
| 35         | 13        | Lava und Raketen              | Lava and Rockets                | 9. Feb. 2002         | 31. Juli 2002                         | Mike Rohl         | Ashley Miller & Zack Stentz                           |
| 36         | 14        | Alte Sünden                   | Be All My Sins Remembered       | 16. Feb. 2002        | 7. Aug. 2002                          | Allan Eastman     | Ethlie Ann Vare Idee: Jill Sherwin                    |
| 37         | 15        | Eintagsfliegen                | Dance of the Mayflies           | 23. Feb. 2002        | 14. Aug. 2002                         | J. Miles Dale     | Robert Hewitt Wolfe Idee: Ashley Miller & Zack Stentz |
| 38         | 16        | Im Himmel                     | In Heaven Now Are Three         | 2. März 2002         | 21. Aug. 2002                         | David Warry-Smith | Emily Skopov Idee: Celeste Chan Wolfe                 |
| 39         | 17        | Flucht aus dem Paradies       | The Things We Cannot Change     | 13. Apr. 2002        | 28. Aug. 2002                         | Jorge Montesi     | Ethlie Ann Vare                                       |
| 40         | 18        | Heimweh                       | The Fair Unknown                | 20. Apr. 2002        | 4. Sep. 2002                          | Mike Rohl         | John Lloyd Parry                                      |
| 41         | 19        | Im Bauch der Bestie           | Belly of the Beast              | 27. Apr. 2002        | 11. Sep. 2002                         | Allan Harmon      | Matt Kiene & Joe Reinkemeyer                          |
| 42         | 20        | Ritter, Tod und Teufel        | The Knight, Death and the Devil | 4. Mai 2002          | 18. Sep. 2002                         | Richard Flower    | Ashley Miller & Zack Stentz                           |
| 43         | 21        | Der Messias                   | Immaculate Perception           | 11. Mai 2002         | 25. Sep. 2002                         | Brad Turner       | Matt Kiene & Joe Reinkemeyer                          |
| 44         | 22        | Der Tunnel am Ende des Lichts | Tunnel at the End of the Light  | 18. Mai 2002         | 8. Juli 2003                          | Allan Eastman     | Matt Kiene & Joe Reinkemeyer                          |

## Staffel 3
Die Erstausstrahlung der dritten Staffel war vom 21. September 2002 bis zum 12. Mai 2003 auf dem US-amerikanischen Sender Syfy zu sehen. Die deutschsprachige Erstausstrahlung fand vom 9. Juli 2003 bis zum 3. Dezember 2003 auf dem Sender RTL II statt.
| Nr. (ges.) | Nr. (St.) | Deutscher Titel              | Originaltitel                   | Erstausstrahlung USA | Deutschsprachige Erstausstrahlung (D) | Regie              | Drehbuch                     |
| ---------- | --------- | ---------------------------- | ------------------------------- | -------------------- | ------------------------------------- | ------------------ | ---------------------------- |
| 45         | 1         | Tunnel des Bösen             | If the Wheel Is Fixed           | 21. Sep. 2002        | 9. Juli 2003                          | Allan Eastman      | Robert Engels                |
| 46         | 2         | Scherben bringen Glück       | The Shards of Rimni             | 28. Sep. 2002        | 16. Juli 2003                         | Brad Turner        | Bob Engles & Matt Kiene      |
| 47         | 3         | Die Undankbaren              | Mad to Be Saved                 | 5. Okt. 2002         | 23. Juli 2003                         | Jorge Montesi      | Matt Kiene & Joe Reinkemeyer |
| 48         | 4         | Der ungebetene Gast          | Cui Bono                        | 11. Okt. 2002        | 30. Juli 2003                         | Brad Turner        | Ashley Miller & Zack Stentz  |
| 49         | 5         | An fernen Ufern              | The Lone and Level Sands        | 21. Okt. 2002        | 6. Aug. 2003                          | Jorge Montesi      | Ashley Miller & Zack Stentz  |
| 50         | 6         | Windhunde des Krieges        | Slipfighter the Dogs of War     | 28. Okt. 2002        | 13. Aug. 2003                         | Mike Rohl          | Matt Kiene & Joe Reinkemeyer |
| 51         | 7         | Der Aussätzige               | The Leper’s Kiss                | 11. Nov. 2002        | 20. Aug. 2003                         | Mike Rohl          | Matt Kiene & Joe Reinkemeyer |
| 52         | 8         | Blinde Passagiere            | For Whom the Bell Tolls         | 18. Nov. 2002        | 27. Aug. 2003                         | Philip David Segal | Naomi Janzen                 |
| 53         | 9         | Die Macht der Liebe          | And Your Heart Will Fly Away    | 25. Nov. 2002        | 3. Sep. 2003                          | Allan Eastman      | Michael Cassutt              |
| 54         | 10        | Der Unbezwingbare            | The Unconquerable Man           | 20. Jan. 2003        | 10. Sep. 2003                         | J. Miles Dale      | Ashley Miller & Zack Stentz  |
| 55         | 11        | Die andere Seite des Tunnels | Delenda Est                     | 27. Jan. 2003        | 17. Sep. 2003                         | Richard Flower     | Robert Engels                |
| 56         | 12        | Rückwärts in die Dunkelheit  | The Dark Backward               | 3. Feb. 2003         | 24. Sep. 2003                         | Michael Robison    | Ashley Miller & Zack Stentz  |
| 57         | 13        | Volles Risiko                | The Risk-All Point              | 10. Feb. 2003        | 1. Okt. 2003                          | Michael Robison    | Matt Kiene & Joe Reinkemeyer |
| 58         | 14        | Die Wahrheitsliebenden       | The Right Horse                 | 17. Feb. 2003        | 8. Okt. 2003                          | Richard Flower     | Emily Skopov                 |
| 59         | 15        | Die Metamorphose             | What Happens to a Rev Deferred? | 24. Feb. 2003        | 15. Okt. 2003                         | Allan Eastman      | Matt Kiene & Joe Reinkemeyer |
| 60         | 16        | Die Spitze des Speers        | Point of the Spear              | 31. März 2003        | 22. Okt. 2003                         | Allan Harmon       | Ashley Miller & Zack Stentz  |
| 61         | 17        | Das Dach des Himmels         | Vault of the Heavens            | 7. Apr. 2003         | 29. Okt. 2003                         | Jorge Montesi      | Gordon Michael Woolvett      |
| 62         | 18        | Die Stimme der tiefen Nacht  | Deep Midnight’s Voice           | 14. Apr. 2003        | 5. Nov. 2003                          | Allan Harmon       | Matt Kiene & Joe Reinkemeyer |
| 63         | 19        | Die Hochstaplerin            | The Illusion of Majesty         | 21. Apr. 2003        | 12. Nov. 2003                         | Peter DeLuise      | Joel Metzger                 |
| 64         | 20        | Der Patriarch                | Twilight of the Idols           | 28. Apr. 2003        | 19. Nov. 2003                         | Richard Flower     | Ashley Miller & Zack Stentz  |
| 65         | 21        | Der Verräter                 | Day of Judgement, Day of Wrath  | 5. Mai 2003          | 26. Nov. 2003                         | Allan Eastman      | Ashley Miller & Zack Stentz  |
| 66         | 22        | Dragonischer Wein            | Shadows Cast by a Final Salute  | 12. Mai 2003         | 3. Dez. 2003                          | Jorge Montesi      | Robert Engels                |

## Staffel 4
Die Erstausstrahlung der vierten Staffel war vom 29. September 2003 bis zum 17. Mai 2004 auf dem US-amerikanischen Sender Syfy zu sehen. Die deutschsprachige Erstausstrahlung fand vom 30. Oktober 2004 bis zum 19. März 2005 auf dem Sender RTL II statt, wobei die erste und die letzte Folge erst 2006 erstausgestrahlt wurden.
| Nr. (ges.) | Nr. (St.) | Deutscher Titel                | Originaltitel                          | Erstausstrahlung USA | Deutschsprachige Erstausstrahlung (D) | Regie          | Drehbuch                                 |
| ---------- | --------- | ------------------------------ | -------------------------------------- | -------------------- | ------------------------------------- | -------------- | ---------------------------------------- |
| 67         | 1         | Abgrund zur Hölle              | Answers Given to Questions Never Asked | 29. Sep. 2003        | 24. Mai 2006                          | Jorge Montesi  | Bob Engles                               |
| 68         | 2         | Der Seher                      | Pieces of Eight                        | 6. Okt. 2003         | 30. Okt. 2004                         | Jorge Montesi  | Larry Barber & Paul Barber               |
| 69         | 3         | Friedhof der Schiffe           | Waking the Tyrant’s Device             | 13. Okt. 2003        | 6. Nov. 2004                          | Andrew Potter  | Larry Barber & Paul Barber               |
| 70         | 4         | Ausgespielt                    | Double or Nothingness                  | 20. Okt. 2003        | 13. Nov. 2004                         | David Winning  | John Whelpley                            |
| 71         | 5         | Göttlicher Herzschlag          | Harper/Delete                          | 27. Okt. 2003        | 20. Nov. 2004                         | Richard Flower | Naomi Janzen                             |
| 72         | 6         | Die Route der Zeitalter        | Soon the Nearing Vortex                | 3. Nov. 2003         | 27. Nov. 2004                         | Brad Turner    | Larry Barber & Paul Barber               |
| 73         | 7         | Bekas Rettung                  | The World Turns All Around Her         | 10. Nov. 2003        | 4. Dez. 2004                          | Peter DeLuise  | Larry Barber & Paul Barber               |
| 74         | 8         | Die Befreiung                  | Conduit to Destiny                     | 17. Nov. 2003        | 11. Dez. 2004                         | Pat Williams   | Lawrence Meyers                          |
| 75         | 9         | Genie und Wahnsinn             | Machinery of the Mind                  | 12. Jan. 2004        | 18. Dez. 2004                         | David Winning  | Ted Mann                                 |
| 76         | 10        | Die Kronprinzessin             | Exalted Reason, Resplendent Daughter   | 19. Jan. 2004        | 8. Jan. 2005                          | Richard Flower | Naomi Janzen                             |
| 77         | 11        | Der Prozess                    | The Torment, the Release               | 26. Jan. 2004        | 15. Jan. 2005                         | Jorge Montesi  | Robert Engels                            |
| 78         | 12        | Die Spinnenfrau                | The Spider’s Stratagem                 | 2. Feb. 2004         | 22. Jan. 2005                         | Brad Turner    | Emily Skopov                             |
| 79         | 13        | Das unsichtbare Licht          | The Warmth of an Invisible Light       | 9. Feb. 2004         | 29. Jan. 2005                         | Jorge Montesi  | Matt Kiene                               |
| 80         | 14        | Die Anderen                    | The Others                             | 16. Feb. 2004        | 5. Feb. 2005                          | Peter DeLuise  | Scott Frost                              |
| 81         | 15        | Die letzte Fahrt ins Nichts    | Fear Burns Down to Ashes               | 23. Feb. 2004        | 12. Feb. 2005                         | Peter DeLuise  | John Kirk                                |
| 82         | 16        | Die Spionin des Abyss          | Lost in a Space That Isn’t There       | 5. Apr. 2004         | 19. Feb. 2005                         | Peter DeLuise  | Larry Barber, Paul Barber & Naomi Janzen |
| 83         | 17        | Die Brücke zwischen den Zeiten | Abridging the Devil’s Divide           | 12. Apr. 2004        | 26. Feb. 2005                         | Peter DeLuise  | Gordon Michael Woolvett                  |
| 84         | 18        | Der gordische Irrgarten        | Trusting the Gordian Maze              | 19. Apr. 2004        | 5. März 2005                          | Jorge Montesi  | Larry Barber & Paul Barber               |
| 85         | 19        | Die perfekte Maschine          | A Symmetry of Imperfection             | 26. Apr. 2004        | 12. März 2005                         | Allan Harmon   | Naomi Janzen                             |
| 86         | 20        | Die Stimme des Engels          | Time Out of Mind                       | 3. Mai 2004          | 12. März 2005                         | Allan Harmon   | Lu Abbott & Stacey Berman Woodward       |
| 87         | 21        | Leichtes Spiel                 | The Dissonant Interval: Part One       | 10. Mai 2004         | 19. März 2005                         | Martin Wood    | Larry Barber & Paul Barber               |
| 88         | 22        | Die Hoffnung stirbt zuletzt    | The Dissonant Interval: Part Two       | 17. Mai 2004         | 2. Aug. 2006                          | Martin Wood    | Robert Engels                            |

## Staffel 5
Die Erstausstrahlung der ersten Staffel war vom 24. September 2004 bis zum 13. Mai 2005 auf dem US-amerikanischen Sender Syfy zu sehen. Die deutschsprachige Free-TV-Erstausstrahlung fand vom 18. April bis zum 1. August 2007 auf dem Sender RTL II statt.
| Nr. (ges.) | Nr. (St.) | Deutscher Titel               | Originaltitel                    | Erstausstrahlung USA | Deutschsprachige Erstausstrahlung (D) | Regie          | Drehbuch                           |
| ---------- | --------- | ----------------------------- | -------------------------------- | -------------------- | ------------------------------------- | -------------- | ---------------------------------- |
| 89         | 1         | Der Eindringling – Teil 1     | The Weight: Part 1               | 24. Sep. 2004        | 18. Apr. 2007                         | Gordon Verheul | Robert Engels                      |
| 90         | 2         | Der Eindringling – Teil 2     | The Weight: Part 2               | 1. Okt. 2004         | 25. Apr. 2007                         | Jorge Montesi  | Naomi Janzen                       |
| 91         | 3         | Kabinett des Schreckens       | Phear Phactor Phenom             | 8. Okt. 2004         | 2. Mai 2007                           | Richard Flower | Larry Barber & Paul Barber         |
| 92         | 4         | Die Freundin                  | Decay of the Angel               | 15. Okt. 2004        | 9. Mai 2007                           | Jorge Montesi  | Ashley Miller & Zack Stentz        |
| 93         | 5         | Das Geheimnis der zwei Sonnen | The Eschatology of Our Present   | 22. Okt. 2004        | 16. Mai 2007                          | Richard Flower | Larry Barber & Paul Barber         |
| 94         | 6         | Die Zeitschleife              | When Goes Around…                | 29. Okt. 2004        | 23. Mai 2007                          | Jorge Montesi  | John Whelpley                      |
| 95         | 7         | Rätselhafte Worte             | Attempting Screed                | 5. Nov. 2004         | 30. Mai 2007                          | David Winning  | Larry Barber & Paul Barber         |
| 96         | 8         | Tödliche Kristalle            | So Burn the Untamed Lands        | 12. Nov. 2004        | 6. Juni 2007                          | Jorge Montesi  | Gillian Horvath                    |
| 97         | 9         | Der Tunnelwächter             | What Will Be Was Not             | 19. Nov. 2004        | 13. Juni 2007                         | Gordon Verheul | Naomi Janzen                       |
| 98         | 10        | Die Prüfung                   | The Test                         | 7. Jan. 2005         | 20. Juni 2007                         | Brad Turner    | Scott Frost                        |
| 99         | 11        | Das größte Opfer              | Through a Glass, Darkly          | 14. Jan. 2005        | 27. Juni 2007                         | Jorge Montesi  | Ashley Miller & Zack Stentz        |
| 100        | 12        | Hochmut kommt vor dem Fall    | Pride Before the Fall            | 21. Jan. 2005        | 4. Juli 2007                          | David Winning  | Robert Engels                      |
| 101        | 13        | Der verschwundene Mond        | Moonlight Becomes You            | 28. Jan. 2005        | 4. Juli 2007                          | Jorge Montesi  | Lu Abbott & Stacey Berman Woodward |
| 102        | 14        | Der Zwilling                  | Past Is Prolix                   | 4. Feb. 2005         | 11. Juli 2007                         | David Winning  | Larry Barber & Paul Barber         |
| 103        | 15        | Die vergessene Frau           | The Opposites of Attraction      | 11. Feb. 2005        | 11. Juli 2007                         | Jorge Montesi  | Gillian Horvath                    |
| 104        | 16        | Das Fest der Verfinsterung    | Saving Light from a Black Sun    | 18. Feb. 2005        | 18. Juli 2007                         | Peter DeLuise  | John Kirk                          |
| 105        | 17        | Die verschlüsselte Botschaft  | Totaled Recall                   | 8. Apr. 2005         | 18. Juli 2007                         | Martin Wood    | Gordon Michael Woolvett            |
| 106        | 18        | Rückkehr zum Ursprung         | Quantum Tractate Delirium        | 15. Apr. 2005        | 25. Juli 2007                         | Peter DeLuise  | Larry Barber & Paul Barber         |
| 107        | 19        | Die Sekte des Generals        | One More Day’s Light             | 22. Apr. 2005        | 25. Juli 2007                         | Martin Wood    | Turi Meyer & Al Septien            |
| 108        | 20        | Ein alter Bekannter           | Chaos and the Stillness of It    | 29. Apr. 2005        | 1. Aug. 2007                          | Martin Wood    | Naomi Janzen                       |
| 109        | 21        | Das Herz der Reise – Teil 1   | The Heart of the Journey: Part 1 | 6. Mai 2005          | 1. Aug. 2007                          | Jorge Montesi  | Larry Barber & Paul Barber         |
| 110        | 22        | Das Herz der Reise – Teil 2   | The Heart of the Journey: Part 2 | 13. Mai 2005         | 1. Aug. 2007                          | Jorge Montesi  | Robert Engels                      |